# Roussillon (Francja)

Położenie na mapie Francji

Flaga

Herb

Roussillon (fr. wym. [ʁu.si.ˈjɔ̃]; kat. Rosselló, wym. [ru.sə.ˈʎo]; oksyt. Rosselhon) – kraina historyczna w południowej Francji nad Morzem Śródziemnym w północno-wschodniej części Pirenejów. Większość jej terytorium stanowi francuska część historycznej Katalonii (tzw. Katalonia Północna). Stolicą i największym miastem jest Perpignan (katal. Perpinyà).
W czasach rzymskich Roussillon (w nieco mniejszych granicach) było częścią prowincji Galia Narbońska. W 462 roku Teodoryk II przyłączył ten obszar, jako część tzw. Septymanii, do Królestwa Wizygotów. Od 719 roku kraina znajdowała się w rękach arabskich, a po zdobyciu jej przez króla Franków Pepina Małego w 760 roku, weszła w skład Akwitanii. W wyniku nadań i podziałów lennych pod koniec IX wieku wyodrębniło się hrabstwo Roussillon, którego pierwszym dziedzicznym władcą w 893 roku został Sunyer II. 
W 1172 roku Alfons II, hrabia Barcelony i król Aragonii, przyłączył hrabstwo do Aragonii. Obejmowało ono wówczas wyłącznie wschodnią część dzisiejszego Roussillon. W 1262 roku król aragoński Jakub I Zdobywca dokonał podziału swojego władztwa, w wyniku czego Roussillon, wraz z innymi hrabstwami pirenejskimi, wszedł w skład Królestwa Majorki, które objął jako lenno aragońskie w 1276 roku jego młodszy syn Jakub II. Ponownie połączone z Aragonią w 1344 roku. Hrabstwo, zastawione w 1463 roku przez Jana II Aragońskiego królowi Francji Ludwikowi XI, wróciło pod władzę Ferdynanda II Katolickiego w 1493 roku.
Ostatnia zmiana przynależności państwowej miała miejsce w 1659 roku, kiedy w wyniku ustaleń pokoju pirenejskiego kończącego wojnę francusko-hiszpańską, pięć comarques – Alta Cerdanya, Capcir, Conflent, Rosselló i Vallespir – zostało włączonych do Francji. Z nowych posiadłości utworzono prowincję, która przejęła nazwę od regionu stołecznego. W 1790 roku, w ramach reformy administracyjnej, do prowincji Roussillon dołączono oksytańskojęzyczny region Fenouillèdes (który pozostawał pod rządami Francji od średniowiecza) i utworzono z nich departament Pireneje Wschodnie. Departament ten wchodzi w skład regionu administracyjnego Langwedocja-Roussillon.
Z inkorporacji w ramach pokoju pirenejskiego wyłączone zostało jedynie miasto Llívia, które do dzisiaj pozostaje częścią terytorium Hiszpanii.